# Водоспад Кінський Хвіст
Водоспад Кінський Хвіст (англ. Horsetail Fall) — водоспад у національному парку Йосеміті в Каліфорнії, США. Розташований на східному схилі гори Ель-Капітан. Загальна висота водоспаду складає 650 м. Водоспад був відкритий Джозефом Реддефордом Уолкером у 1833 році.

## Особливості
Лише кілька днів у лютому тут можна побачити рідкісне явище — відображення променів закатного сонця у потоці водоспаду. Водоспад стає вогняно-помаранчевим і це створює повну ілюзію того, що згори ллються потоки розжареного металу. Те, що виглядає як розжарена лава, стікаюча з вершини гори, насправді є дивовижним зоровим обманом самої природи — промені закатного сонця, що потрапляють на водоспад. Саме на цю пору поблизу гори Ель-Капітан збираються фотографи і мандрівники, для того, що б зафіксувати це чудо природи.